# Melancholy Pessimism
Melancholy Pessimism je moravská deathmetalová skupina, která vznikla v roce 1992 v Uherském Hradišti.
U zrodu Melancholy Pessimism stáli zpěvák Vlasta "Killy" Mahdal, bubeník Petr Malůš a baskytarista Richard Kocourek. Na čas vypomáhal na kytaru i Peťa Kryštof z Krabathor, kterého záhy nahradil Petr Pištěk. V této sestavě vzniklo v roce 1992 pětiskladbové demo. Následně se složení skupiny několikrát měnilo až v roce 1995 natočila debut Recompense To Saints, který vyšel v březnu 1996. Křest desky proběhl za přítomnosti britské formace Benediction. Prodalo se jej okolo 3000 kusů. Poté se složení sestavy opět měnilo, jádro kapely tvořili i do budoucna Vlasta a baskytarista Flegin.
V roce 1999 vyšla deska Inconsistent World, kterou o rok později následovalo album Evil Planet. Na něm se mimo jiné nachází coververze skladby Battery z repertoáru americké thrashmetalové skupiny Metallica. Tuto píseň skupina natočila již v roce 1996 pro kompilační placku 10 Years After...A Tribut To Cliff Burton. Zatímco album Evil Planet obsahovalo prvky moravského folkloru, na následujících dvou deskách Global Terrorization a Dreamkilllers jsou kromě death metalu a grindcoru ke slyšení i jazzové elementy.
Melancholy Pessimism odehráli na 500 koncertů v České republice a Slovensku, ale taky ve Švýcarsku nebo Portugalsku. Několikrát se zúčastnili festivalů jako Obscene Extreme, Brutal Assault, Nuclear Storm, Attack Of Fire... ale i jiných menších či větších akcí. V roce 2004 například vystoupili v Uherském Hradišti jako předkapela kanadské deathmetalové formace Kataklysm, nebo v roce 2009 drtičům Napalm Death. Díky životním prohrám a nepřízni osudu členů kapely, byli Melancholy Pessimism nuceni své pusobení několikrát přerušit, ale od roku 2018 jsou opět aktivní.

## Sestava

### Současné složení
- Vlastimil "Killy" Mahdal - zpěv
- Richard "Kocůr" Kocourek - baskytara
- Mára Sýkora - bicí
- Michal ''Migel'' Růžička - kytara

### Bývalí členové
- Petr Kryštof (alias Christopher) - kytara
- Jan Kráčal (alias Flegin) - baskytara
- David Menšík - kytara, baskytara
- David Szitai - kytara, baskytara
- Martin Škaroupka (alias Marthus) - bicí
- Oldřich Vytrhlík - bicí
- Pepa Cigánek - bicí
- Venca Šlauf - kytara
- Jindřich Tománek (alias Otyn) - kytara
- Petr Pištěk - kytara
- Jiří Stašek - baskytara
- Petr "Peťka" Andrýsek - kytara
- Robert Wassa Wasserbauer - baskytara
- Pert Malůš - bicí
- Tom Beňa Beníček - baskytara

### Studioví hosté
- René Hílek (alias Hire) - kytara na demu Melancholy Pessimism
- Aleš Galuška - klasická kytara na desce Recompense To Saints
- Stanislav Valášek - klarinet na desce Evil Planet
- Dagmar Novosadová - saxofon na desce Global Terrorization
- Monika Burdová - zpěv na desce Dreamkillers
- Jozef Kozumplík - trumpeta na desce Dreamkillers
- Jiří Duda - trouba a pozoun na desce Dreamkillers
- Martin Vavřík - piáno na desce Dreamkillers

## Diskografie
- Melancholy Pessimism Demo (demo, 1992)
- Recompense To Saints (CD, 1996)
- Inconsistent World (CD, 1999)
- Evil Planet (CD, 2000)
- Global Terrorization (CD, 2002)
- Dreamkillers (CD, 2004)
- End Of Vermin Nations (CD, 2010)
- Democracy War Crusade (CD, 2019)
- Shut Up, Give Up and Obey! (CD-2022)

### Rozhovory
- Rozhovor s Killym v DDK (2000)[nedostupný zdroj]
- Rozhovor s Killym v DDK (2002)[nedostupný zdroj]
- Rozhovor s Killym na stránkách Antitrend (2002)

### Recenze
- Recenze alba Global Terrorization na stránkách Muzikus
- Recenze alba Global Terrorization na stránkách Incipitum Archivováno 21. 3. 2006 na Wayback Machine.
- Recenze alba Dreamkillers na stránkách Whiplash
- Recenze alba Dreamkillers na stránkách Fobia zine
- Recenze alba Dreamkillers na stránkách Payo UG[nedostupný zdroj]
- Recenze alba Dreamkillers na stránkách Metalirium
- Recenze alba End of Vermin Nations na stránkách Fobia zine
- Recenze alba End of Vermin Nations na stránkách Marast music
- Recenze alba End of Vermin Nations na stránkách Abyss